# Mimoso do Sul
Mimoso do Sul is een gemeente in de Braziliaanse deelstaat Espírito Santo. De gemeente telt 24.475 inwoners (schatting 2022).

## Aangrenzende gemeenten
De gemeente grenst aan Alegre, Apiacá, Atílio Vivácqua, Jerônimo Monteiro, Presidente Kennedy, Muqui, São José do Calçado, Bom Jesus do Itabapoana (RJ), Campos dos Goytacazes (RJ) en São Francisco de Itabapoana (RJ).

## Geboren
- Ézio Leal Moraes Filho, "Ézio" (1966-2011), voetballer